# Sternohammus atricornis
Sternohammus atricornis är en skalbaggsart som beskrevs av Stefan von Breuning 1935. Sternohammus atricornis ingår i släktet Sternohammus och familjen långhorningar. Inga underarter finns listade i Catalogue of Life.